# Jednostka regionalna Pella
Jednostka regionalna Pella (nwgr.: Περιφερειακή ενότητα Πέλλας) – jednostka administracyjna Grecji w regionie Macedonia Środkowa. Powołana do życia 1 stycznia 2011 w wyniku przyjęcia nowego podziału administracyjnego kraju. W 2021 roku liczyła 126 tys. mieszkańców.
W skład jednostki wchodzą gminy:
- Almopia (2),
- Edesa (1),
- Pella (3),
- Skidra (4).